# Musa troglodytarum
A Musa troglodytarum az egyszikűek (Liliopsida) osztályának gyömbérvirágúak (Zingiberales) rendjébe, ezen belül a banánfélék (Musaceae) családjába tartozó faj. 

## Leírása

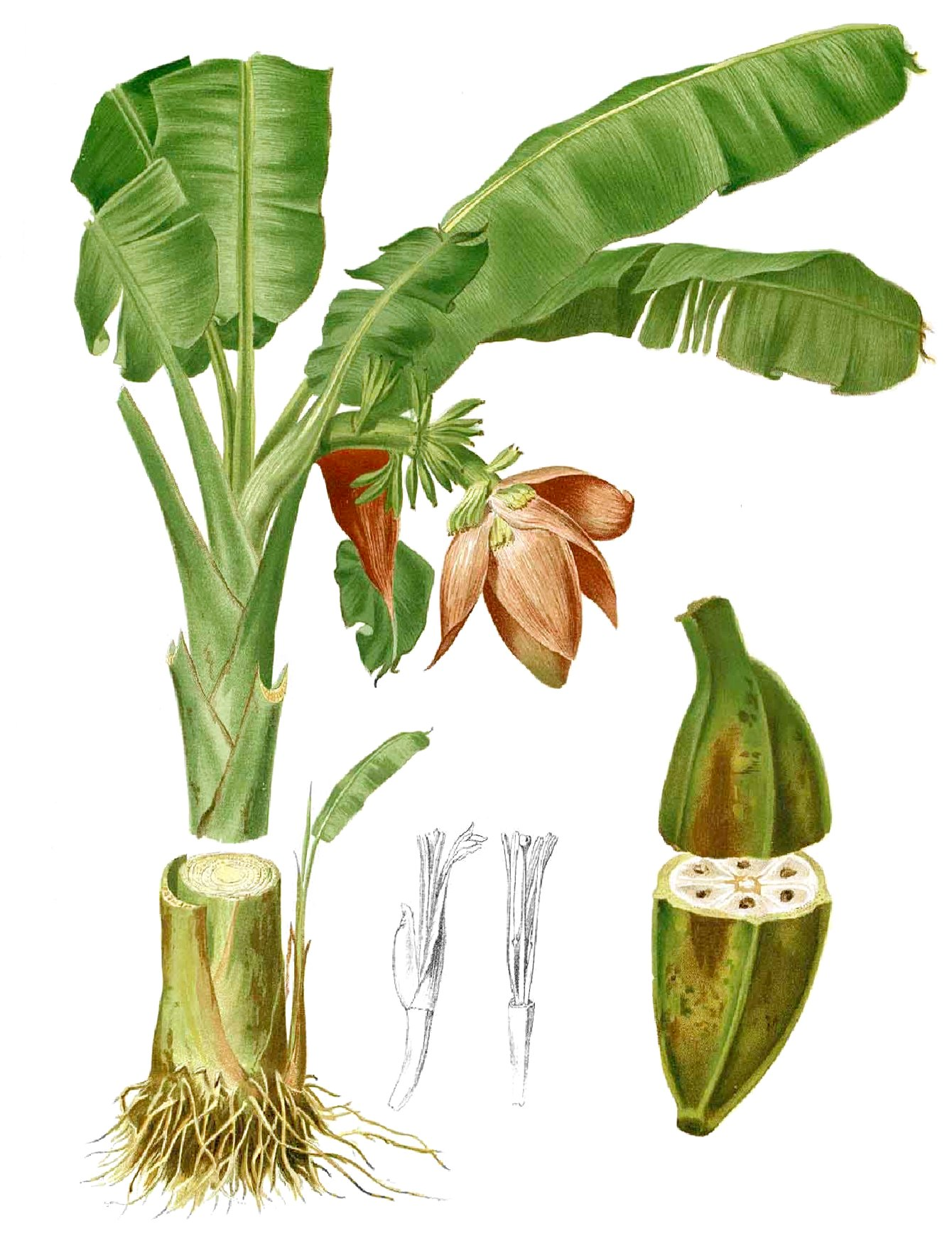
Rajz a növény különböző részeiről

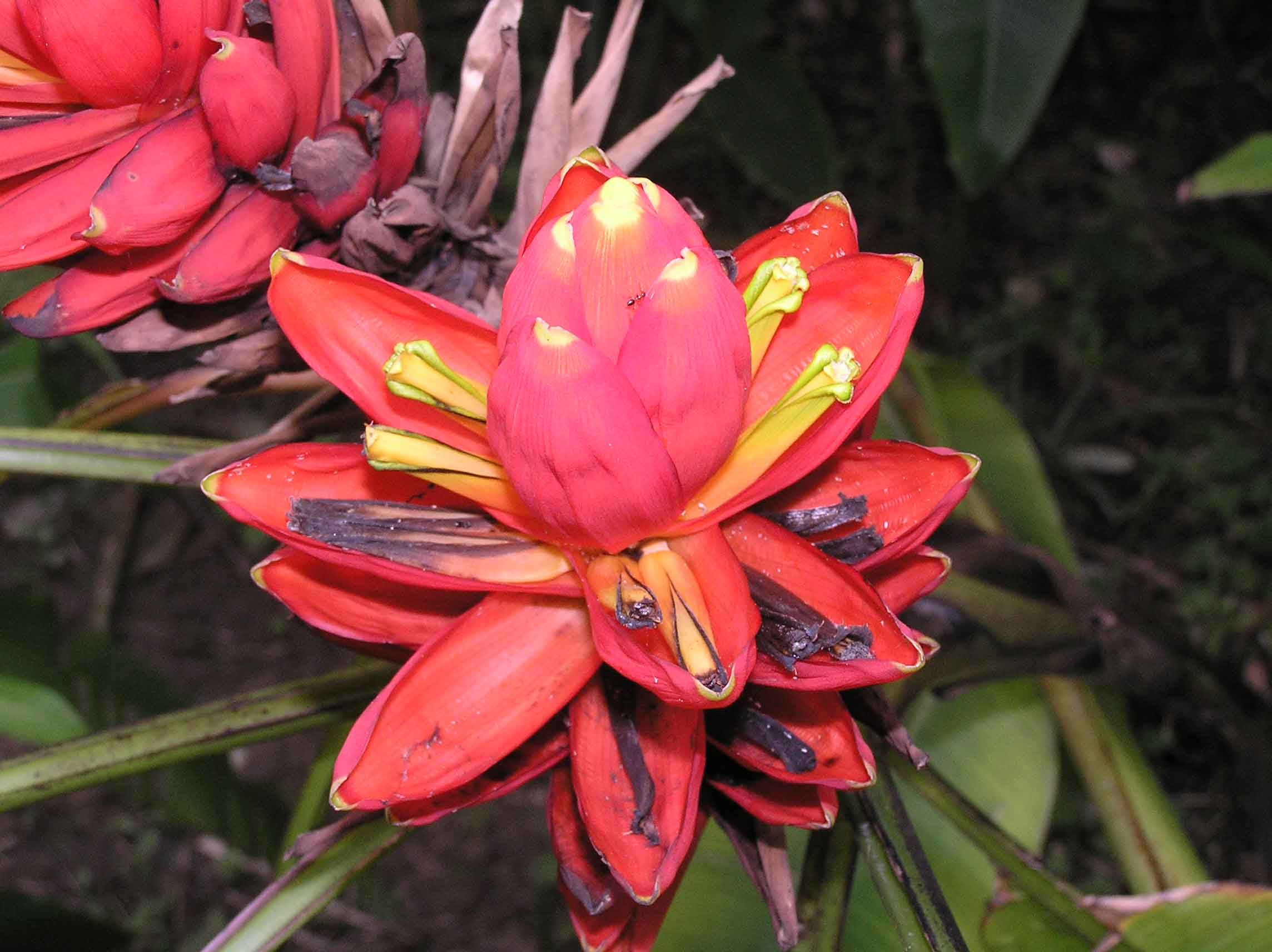
Musa × troglodytarum virágzata és termése a taipei-i botanikus kertben

A Musa troglodytarum hibrid, termesztett (kultivar), nem vadon élő faj. Délkelet-Ázsiától kezdve Pápua Új-Guineán keresztül egészen a Csendes-óceán nyugati részén lévő szigetekig termesztik. Hawaiira és más trópusi szigetekre is betelepítették. Eredetében és több jellemzőjében is különbözik más Musa-fajoktól. Virágzó és termő szára többé-kevésbé felálló (és nem lecsüngő), így a banánfürtök is felállóak, ellentétben más banánfajokkal.
Gyümölcse ehető, ezért termesztik széles körben. A gyümölcs héja élénk narancssárga vagy vörös színű, belseje sárga vagy narancssárga húsú. Általában főzve fogyasztják. A gyümölcshús béta-karotin-tartalma kiemelkedő. A csendes-óceáni szigetlakóknak régóta fontos tápláléka volt, új szigeteket benépesítve magjait sokfelé magukkal vitték és meghonosították. Eredete nem egyértelmű, de lehetséges, hogy őse a Musa maclayi.